# Згорнє Польчане
Згорнє Польчане (словен. Zgornje Poljčane) — поселення в общині Польчане, Подравський регіон‎, Словенія.